# Casa de la Corporació Livoniana
La Casa de la Corporació Livoniana (en letó: Vidzemes bruņniecības nams) és un edifici històric a Riga, capital de Letònia, construït per albergar el parlament regional de la Corporació Livoniana en la governació de Livònia. Va ser inaugurat el 1867 i va allotjar el parlament regional fins a la independència de Letònia el 1919, i posteriorment va ser fet malbé per un incendi el 1921. Avui dia és la seu de la Saeima, el parlament de Letònia. Es troba inclòs a la llista de la UNESCO del barri vell de Riga, just davant de la Catedral de Sant Jaume.

## Història de l'edifici
La construcció de l'edifici va començar en un moment que les parts de l'actual Letònia eren administrades per l'Imperi Rus com el Govern de Livònia, que incloïa l'actual nord de Letònia i una gran part del sud d'Estònia. La Corporació era un feu semiautònom que administrava la zona en nom de l'emperador. Aquesta corporació es va iniciar amb la dissolució de l'Orde Teutònic al segle xvi, i comprenia la noblesa Bàltica que va ser la classe dominant a Letònia i Estònia fins a la Primera Guerra Mundial. No era un òrgan democràtic, sinó més aviat una assemblea aristocràtica de nobles.
La construcció va començar el 1863 i va ser dissenyat per Robert Pflug, un alemany bàltic, i Jānis Frīdrihs Baumanis, de la primera formació acadèmica d'un arquitecte letó. L'exterior i l'interior es van acabar en estil eclèctic. La façana presenta una fornícula que conté una escultura d'escultor danès escultor David Jensen representant el mestre teutònic Wolter von Plettenberg.